# Peut-être
Peut-être è un film del 1999 diretto da Cédric Klapisch.